# Beatae Mariae Virginis (Schönstedt)

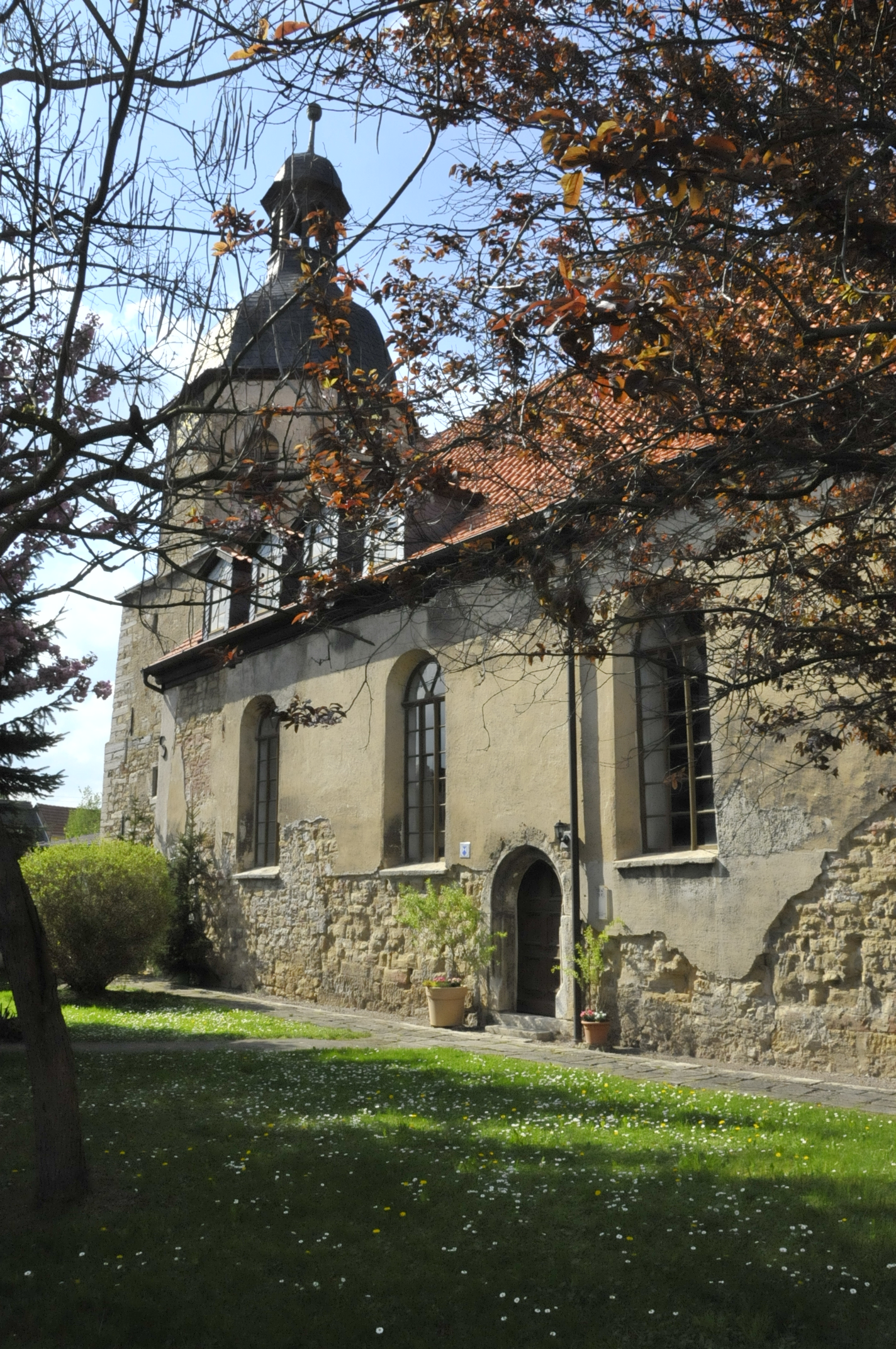
Beatae Mariae Virginis

Die evangelisch-lutherische denkmalgeschützte Oberkirche Beatae Mariae Virginis (eigentlich: Ecclesia beatae Mariae virginis ‚Kirche der seligen Jungfrau Maria‘) steht in Schönstedt, einem Ortsteil der Landgemeinde Unstrut-Hainich im Unstrut-Hainich-Kreis in Thüringen. Die Kirchengemeinde Schönstedt gehört zum Pfarrbereich Schönstedt im Kirchenkreis Mühlhausen der Evangelischen Kirche in Mitteldeutschland.

## Beschreibung
Im ummauerten Kirchfriedhof steht die dreiseitig geschlossene im Kern spätgotische Saalkirche, die im 18. Jahrhundert umgebaut wurde. Sie hat ein spitzbogiges Portal im Norden. Das Erdgeschoss des Kirchturms im Westen ist mittelalterlich. Im oktogonalen Aufsatz hängen zwei Kirchenglocken, die 1504 Heinrich Ziegeler gegossen hat. Bedeckt ist er mit einer welschen schiefergedeckten Haube, die eine offene Laterne trägt.
Der Innenraum des Kirchenschiffs hat zweigeschossige Emporen und ist mit einem hölzernen Tonnengewölbe überspannt. Im Norden wurde eine Patronatsloge eingebaut. Das Altarretabel mit Säulen aus der 1. Hälfte des 18. Jahrhunderts ist mit Ranken verziert. Im Auszug sind der Heiligenschein und Engel zu sehen. Die rechteckige Kanzel stammt von einem ehemaligen Kanzelaltar aus der 1. Hälfte des 18. Jahrhunderts. Ferner gehören zur Kirchenausstattung ein Opferstock aus dem 16. Jahrhundert und ein Totengedenkkasten aus dem 19. Jahrhundert. Der Orgelprospekt ist klassizistisch. Die Orgel mit 20 Registern, verteilt auf zwei Manuale und Pedal, wurde 1864 von Friedrich Erdmann Petersilie gebaut und 1999 von Harald Schrödl restauriert.